# Bruno Messerli

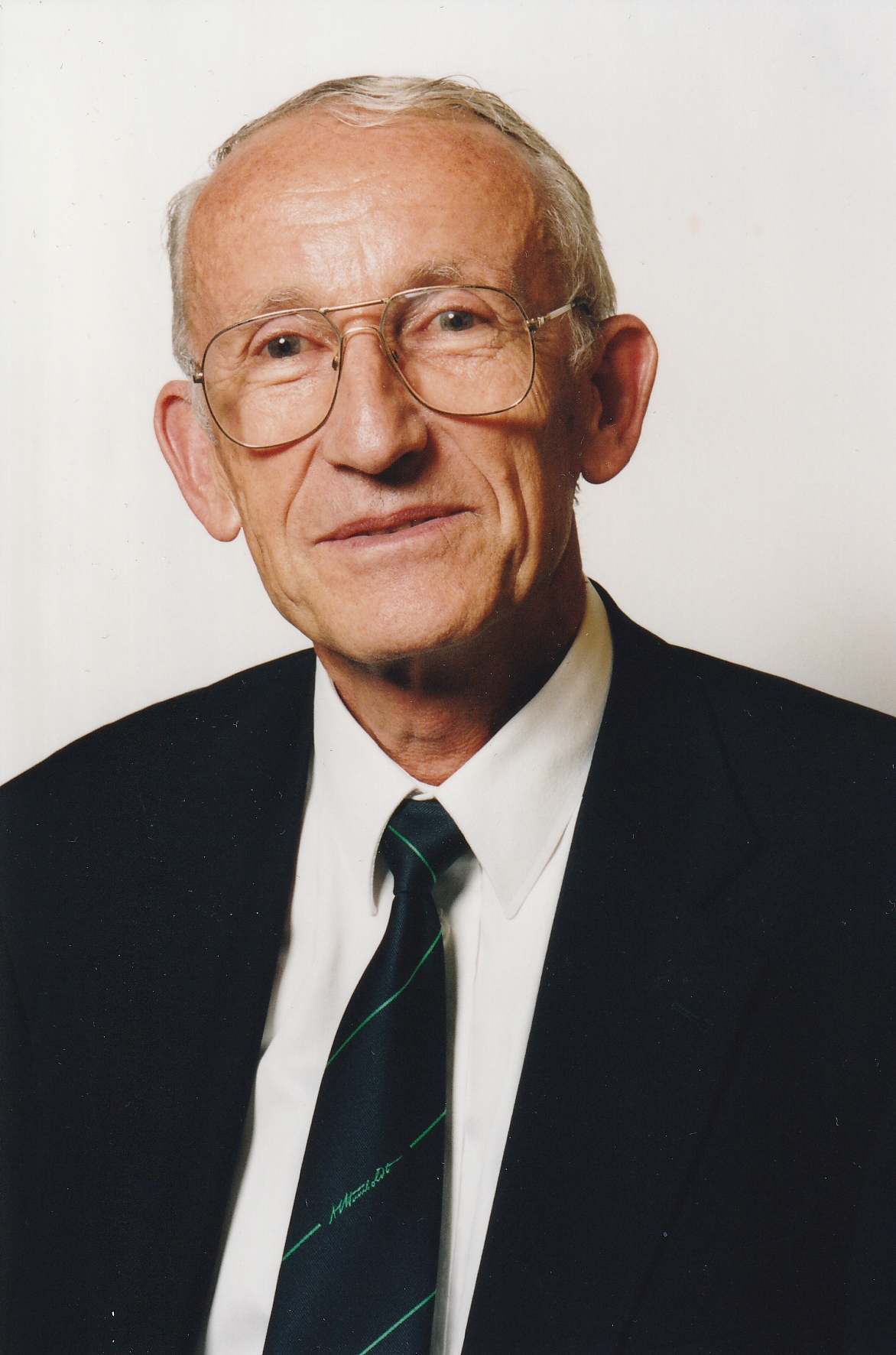
Bruno Messerli (2001)

Bruno Messerli (* 17. September 1931 in Belp; † 4. Februar 2019) war ein Schweizer Geograph und Hochschullehrer, dessen Werk sich mit geographischer Hochgebirgsforschung befasste.

## Leben
Bruno Messerli studierte Geographie und Geologie an der Universität Bern, wo er 1962 mit einer Arbeit "Geomorphologie der Sierra Nevada (Andalusien)" promovierte. Die Ausdehnung seiner Untersuchungen auf andere Gebirge des mediterranen Raumes bildete die Grundlage für seine Habilitationsschrift "Die eiszeitliche und die gegenwärtige Vergletscherung im Mittelmeerraum" 1965. Nach der Wahrnehmung eines Stipendiums der Alexander-von-Humboldt-Stiftung an der Universität Bonn im Jahr 1968, in dessen Rahmen er Untersuchungen in der zentralen Sahara im Tibesti-Gebirge durchführte, wurde Messerli im Jahr 1969 auf den Lehrstuhl für Physische Geographie der Universität Bern berufen, wo er bis zu seiner Emeritierung 1996 in Lehre und Forschung wirkte. 1979 bis 1984 war Bruno Messerli Direktor des Geographischen Instituts der Universität Bern, 1986 bis 1987 Rektor dieser Universität. Er war zudem Vorsitzender des Gebirgsprogramms im MAB-Programm der UNESCO, Koordinator des UNO-Gebirgsprogramms und 1996 bis 2000 Präsident der Internationalen Geographischen Union (IGU).
Sein Sohn Peter Messerli wurde ebenfalls Professor an der Universität Bern.

## Forschung
Das wissenschaftliche Werk von Messerli umfasst 15 Bücher und über 250 Journalartikel, Buchkapitel und Tagungsbeiträge. Bruno Messerlis Hauptverdienste liegen in der Feldforschung zu Fragen der Vergletscherung, Klimageschichte, Umweltveränderung und Ressourcen in den Alpen, den Bergen Afrikas, im Himalaja und in den Anden. Zudem wirkte er wesentlich bei der Aufnahme eines Gebirgskapitels in die Agenda 21 mit. Große Beachtung erfuhren seine mit Jack Ives publizierten Bücher über Gebirgsökosysteme und die globalen Gebirge.

## Leistungen
Bruno Messerli wirkte als Herausgeber in vielen renommierten wissenschaftlichen Journalen mit, darunter GeoJournal, Mountain Research and Development, GAIA und Catena. Er gründete 1999 die Mountain Research Initiative, war beteiligt an der Gründung des  Instituts für Interdisziplinäre Gebirgsforschung der  Österreichischen Akademie der Wissenschaften in Innsbruck. Von 1995 bis 2001 war er Direktor des globalen UNESCO-Forschungsprogramms "Past Global Change Programme". Er bereitete mit anderen Gebirgsforschern die UN-Resolution „Berge der Welt und ihre Ressourcen und Risiken in einer Zeit des Klimawandels und der Globalisierungsprozesse“  mit 45 Paragraphen vor, die 2010 verabschiedet wurde.

## Preise, Auszeichnungen und Mitgliedschaften
- 1984: Mitglied der Leopoldina[3]
- 1988: Global 500 Award des Umweltprogramms der Vereinten Nationen (UNEP)[4]
- 1988: korrespondierendes Mitglied der Österreichischen Akademie der Wissenschaften
- 1990: Marcel-Benoist-Preis
- 1990: Mitglied der Academia Europaea
- 1992: Mitglied der Akademie der Wissenschaften und der Literatur Mainz[5]

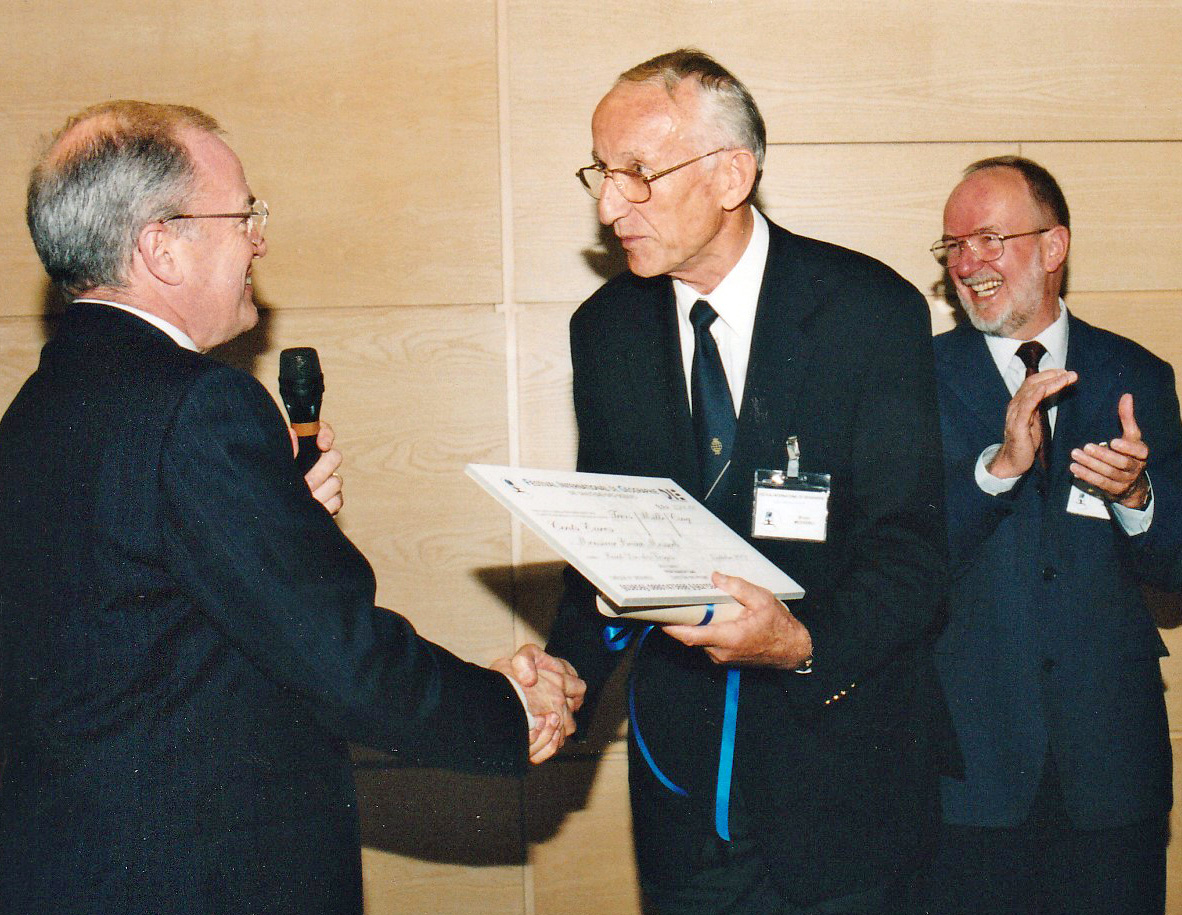
Vautrin Lud Preis in 2002

- 1997: Ehrenmitglied der Schweizer Akademie der Wissenschaften
- 1998: Ehrendoktor der Freien Universität Berlin
- 2002: Prix Vautrin Lud
- 2002: Goldmedaille der King Albert I Memorial Foundation[6]
- 2002: Goldmedaille (Founder’s Medal) der Royal Geographical Society
- 2002: FAO – Medal for the UN – International Year of Mountains, Global Mountain Summit in Bishkek, Kyrghyzstan
- 2003: Mitglied der Russischen Akademie der Wissenschaften
- 2006: Mitglied der World Academy of Art and Science
- 2007: Ehrenmitglied des Alpine Club, London
- 2010: Ehrendoktor der Universität Innsbruck

## Werke (Auswahl)
- mit H. Oeschger und M. Svilar (Hrsg.): Das Klima. Analysen und Modelle, Geschichte und Zukunft. Springer Verlag, 1980.
- mit J. D. Ives (Hrsg.): Mountain Ecosystems, Stability and Instability. Spec. Publ. IGU Congress Paris – Alps 1984. Mountain Research and Development
- mit E. Brugger, G. Furrer und P. Messerli (Hrsg.): Umbruch im Berggebiet. Die Entwicklung des schweizerischen Berggebietes zwischen Eigenständigkeit und Abhängigkeit aus ökonomischer und ökologischer Sicht. Haupt Verlag, Bern 1984.
- mit J. D. Ives: The Himalayan Dilemma. Reconciling Development and Conservation. UNU/Routledge, London / New York 1989, ISBN 0-415-01157-4.
- mit J. D. Ives (Hrsg.): Mountains of the World. A Global Priority. Parthenon, Carnforth / New York 1997, ISBN 1-85070-781-2.
- mit T. Hofer: Floods in Bangladesh. History, Dynamics and Rethinking the Role of the Himalayas. United Nations University Press, Tokyo / New York 2006.